# 애런 윌커슨
애런 다니엘 윌커슨(Aaron Daniel Wilkerson, 1989년 5월 24일 ~ )은 미국의 야구 선수이자, 전 KBO 리그 롯데 자이언츠의 투수이다.

## 미국 프로야구 시절
2017년에 밀워키 브루어스에 입단하였다.

## 일본 프로야구 시절
2022년에 한신 타이거스에 입단하였다.

## 한국 프로야구 시절

### 롯데 자이언츠시절
2023년 7월에 댄 스트레일리를 대체할 외국인 투수로 영입되었다. 역대 세 번째 팀 노히트노런 달성 당시 7이닝 1사사구로 호투했다.